# Campsicnemus americanus
Campsicnemus americanus är en tvåvingeart som beskrevs av Van Duzee 1924. Campsicnemus americanus ingår i släktet Campsicnemus och familjen styltflugor. Inga underarter finns listade i Catalogue of Life.